# Liste des communes de Maine-et-Loire
Pour les autres listes de communes françaises, voir Listes des communes de France.
| - Le Maine-et-Loire en France métropolitaine. - Carte des communes de Maine-et-Loire. |

Cette page liste les 176 communes du département français de Maine-et-Loire au 1er janvier 2025.

## Historique
Le département de Maine-et-Loire a été créé le 4 mars 1790 en application de la loi du 22 décembre 1789.
En 2019, à la suite de la création de 42 « communes nouvelles » depuis 2013, leur nombre est passé de 363 à 177.
En 2024, à la suite de la création de la commune nouvelle d'Ingrandes-le-Fresne-sur-Loire, leur nombre est passé de 177 à 176.

## Liste des communes
Le tableau suivant donne la liste des communes au 1er janvier 2025, en précisant leur code Insee, leur code postal principal, leur arrondissement, leur canton, leur intercommunalité, leur superficie, leur population et leur densité, d'après les chiffres de l'Insee issus du recensement 2022,.
| Nom                           | Code Insee | Code postal                   | Arrondissement | Canton                                                         | Intercommunalité             | Superficie (km2) | Population (dernière pop. légale) | Densité (hab./km2) | Modifier                                    |
| ----------------------------- | ---------- | ----------------------------- | -------------- | -------------------------------------------------------------- | ---------------------------- | ---------------- | --------------------------------- | ------------------ | ------------------------------------------- |
| Angers (préfecture)           | 49007      | 49000 49100                   | Angers         | Angers-1 Angers-2 Angers-3 Angers-4 Angers-5 Angers-6 Angers-7 | CU Angers Loire Métropole    | 42,71            | 157 555 (2022)                    | 3 689              | modifier les données · modifier les données |
| Allonnes                      | 49002      | 49650                         | Saumur         | Longué-Jumelles                                                | CA Saumur Val de Loire       | 36,33            | 2 925 (2022)                      | 81                 | modifier les données · modifier les données |
| Angrie                        | 49008      | 49440                         | Segré          | Segré-en-Anjou Bleu                                            | CC Anjou Bleu Communauté     | 40,97            | 917 (2022)                        | 22                 | modifier les données · modifier les données |
| Antoigné                      | 49009      | 49260                         | Saumur         | Doué-en-Anjou                                                  | CA Saumur Val de Loire       | 17,87            | 450 (2022)                        | 25                 | modifier les données · modifier les données |
| Armaillé                      | 49010      | 49420                         | Segré          | Segré-en-Anjou Bleu                                            | CC Anjou Bleu Communauté     | 16,78            | 317 (2022)                        | 19                 | modifier les données · modifier les données |
| Artannes-sur-Thouet           | 49011      | 49260                         | Saumur         | Saumur                                                         | CA Saumur Val de Loire       | 6,61             | 410 (2022)                        | 62                 | modifier les données · modifier les données |
| Aubigné-sur-Layon             | 49012      | 49540                         | Angers         | Chemillé-en-Anjou                                              | CC Loire Layon Aubance       | 5,32             | 349 (2022)                        | 66                 | modifier les données · modifier les données |
| Avrillé                       | 49015      | 49240                         | Angers         | Angers-4                                                       | CU Angers Loire Métropole    | 15,84            | 15 225 (2022)                     | 961                | modifier les données · modifier les données |
| Baracé                        | 49017      | 49430                         | Angers         | Tiercé                                                         | CC Anjou Loir et Sarthe      | 13,46            | 629 (2022)                        | 47                 | modifier les données · modifier les données |
| Baugé-en-Anjou                | 49018      | 49150                         | Saumur         | Beaufort-en-Anjou                                              | CC Baugeois Vallée           | 268,16           | 11 747 (2022)                     | 44                 | modifier les données · modifier les données |
| Beaucouzé                     | 49020      | 49070                         | Angers         | Angers-3                                                       | CU Angers Loire Métropole    | 19,34            | 5 618 (2022)                      | 290                | modifier les données · modifier les données |
| Beaufort-en-Anjou             | 49021      | 49250                         | Saumur         | Beaufort-en-Anjou                                              | CC Baugeois Vallée           | 42,04            | 6 893 (2022)                      | 164                | modifier les données · modifier les données |
| Beaulieu-sur-Layon            | 49022      | 49750                         | Angers         | Chemillé-en-Anjou                                              | CC Loire Layon Aubance       | 12,78            | 1 346 (2022)                      | 105                | modifier les données · modifier les données |
| Beaupréau-en-Mauges           | 49023      | 49110 49450 49510 49600       | Cholet         | Beaupréau-en-Mauges                                            | CA Mauges Communauté         | 230,45           | 23 887 (2022)                     | 104                | modifier les données · modifier les données |
| Bécon-les-Granits             | 49026      | 49370                         | Segré          | Chalonnes-sur-Loire                                            | CC des Vallées du Haut-Anjou | 46,17            | 2 781 (2022)                      | 60                 | modifier les données · modifier les données |
| Bégrolles-en-Mauges           | 49027      | 49122                         | Cholet         | Beaupréau-en-Mauges                                            | CA Cholet Agglomération      | 14,62            | 2 115 (2022)                      | 145                | modifier les données · modifier les données |
| Béhuard                       | 49028      | 49170                         | Angers         | Angers-3                                                       | CU Angers Loire Métropole    | 2,21             | 119 (2022)                        | 54                 | modifier les données · modifier les données |
| Bellevigne-en-Layon           | 49345      | 49380 49750                   | Angers         | Chemillé-en-Anjou                                              | CC Loire Layon Aubance       | 94,37            | 5 874 (2022)                      | 62                 | modifier les données · modifier les données |
| Bellevigne-les-Châteaux       | 49060      | 49260 49400                   | Saumur         | Doué-en-Anjou                                                  | CA Saumur Val de Loire       | 35,10            | 3 450 (2022)                      | 98                 | modifier les données · modifier les données |
| Blaison-Saint-Sulpice         | 49029      | 49320                         | Angers         | Les Ponts-de-Cé                                                | CC Loire Layon Aubance       | 24,35            | 1 317 (2022)                      | 54                 | modifier les données · modifier les données |
| Blou                          | 49030      | 49160                         | Saumur         | Longué-Jumelles                                                | CA Saumur Val de Loire       | 21,46            | 938 (2022)                        | 44                 | modifier les données · modifier les données |
| Les Bois d'Anjou              | 49138      | 49250                         | Saumur         | Beaufort-en-Anjou                                              | CC Baugeois Vallée           | 60,22            | 2 531 (2022)                      | 42                 | modifier les données · modifier les données |
| Bouchemaine                   | 49035      | 49080                         | Angers         | Angers-2                                                       | CU Angers Loire Métropole    | 19,81            | 6 635 (2022)                      | 335                | modifier les données · modifier les données |
| Bouillé-Ménard                | 49036      | 49520                         | Segré          | Segré-en-Anjou Bleu                                            | CC Anjou Bleu Communauté     | 15,79            | 775 (2022)                        | 49                 | modifier les données · modifier les données |
| Bourg-l'Évêque                | 49038      | 49520                         | Segré          | Segré-en-Anjou Bleu                                            | CC Anjou Bleu Communauté     | 5,29             | 236 (2022)                        | 45                 | modifier les données · modifier les données |
| Brain-sur-Allonnes            | 49041      | 49650                         | Saumur         | Longué-Jumelles                                                | CA Saumur Val de Loire       | 33,32            | 2 078 (2022)                      | 62                 | modifier les données · modifier les données |
| La Breille-les-Pins           | 49045      | 49390                         | Saumur         | Longué-Jumelles                                                | CA Saumur Val de Loire       | 27,57            | 617 (2022)                        | 22                 | modifier les données · modifier les données |
| Briollay                      | 49048      | 49125                         | Angers         | Angers-5                                                       | CU Angers Loire Métropole    | 14,28            | 3 193 (2022)                      | 224                | modifier les données · modifier les données |
| Brissac Loire Aubance         | 49050      | 49250 49320                   | Angers         | Doué-en-Anjou Les Ponts-de-Cé                                  | CC Loire Layon Aubance       | 120,89           | 11 000 (2022)                     | 91                 | modifier les données · modifier les données |
| Brossay                       | 49053      | 49700                         | Saumur         | Doué-en-Anjou                                                  | CA Saumur Val de Loire       | 4,79             | 348 (2022)                        | 73                 | modifier les données · modifier les données |
| Candé                         | 49054      | 49440                         | Segré          | Segré-en-Anjou Bleu                                            | CC Anjou Bleu Communauté     | 5,16             | 2 815 (2022)                      | 546                | modifier les données · modifier les données |
| Cantenay-Épinard              | 49055      | 49460                         | Angers         | Angers-5                                                       | CU Angers Loire Métropole    | 16,10            | 2 397 (2022)                      | 149                | modifier les données · modifier les données |
| Carbay                        | 49056      | 49420                         | Segré          | Segré-en-Anjou Bleu                                            | CC Anjou Bleu Communauté     | 7,63             | 276 (2022)                        | 36                 | modifier les données · modifier les données |
| Cernusson                     | 49057      | 49310                         | Cholet         | Cholet-2                                                       | CA Cholet Agglomération      | 8,45             | 329 (2022)                        | 39                 | modifier les données · modifier les données |
| Les Cerqueux                  | 49058      | 49360                         | Cholet         | Cholet-2                                                       | CA Cholet Agglomération      | 13,86            | 892 (2022)                        | 64                 | modifier les données · modifier les données |
| Challain-la-Potherie          | 49061      | 49440                         | Segré          | Segré-en-Anjou Bleu                                            | CC Anjou Bleu Communauté     | 47,87            | 811 (2022)                        | 17                 | modifier les données · modifier les données |
| Chalonnes-sur-Loire           | 49063      | 49290                         | Angers         | Chalonnes-sur-Loire                                            | CC Loire Layon Aubance       | 38,35            | 6 541 (2022)                      | 171                | modifier les données · modifier les données |
| Chambellay                    | 49064      | 49220                         | Segré          | Tiercé                                                         | CC des Vallées du Haut-Anjou | 12,86            | 409 (2022)                        | 32                 | modifier les données · modifier les données |
| Champtocé-sur-Loire           | 49068      | 49123                         | Angers         | Chalonnes-sur-Loire                                            | CC Loire Layon Aubance       | 36,76            | 1 837 (2022)                      | 50                 | modifier les données · modifier les données |
| Chanteloup-les-Bois           | 49070      | 49340                         | Cholet         | Cholet-2                                                       | CA Cholet Agglomération      | 27,47            | 712 (2022)                        | 26                 | modifier les données · modifier les données |
| La Chapelle-Saint-Laud        | 49076      | 49140                         | Angers         | Angers-6                                                       | CC Anjou Loir et Sarthe      | 10,63            | 820 (2022)                        | 77                 | modifier les données · modifier les données |
| Chaudefonds-sur-Layon         | 49082      | 49290                         | Angers         | Chalonnes-sur-Loire                                            | CC Loire Layon Aubance       | 14,77            | 941 (2022)                        | 64                 | modifier les données · modifier les données |
| Chazé-sur-Argos               | 49089      | 49500                         | Segré          | Segré-en-Anjou Bleu                                            | CC Anjou Bleu Communauté     | 30,82            | 1 067 (2022)                      | 35                 | modifier les données · modifier les données |
| Cheffes                       | 49090      | 49125                         | Angers         | Tiercé                                                         | CC Anjou Loir et Sarthe      | 17,35            | 1 036 (2022)                      | 60                 | modifier les données · modifier les données |
| Chemillé-en-Anjou             | 49092      | 49120 49310 49670 49750       | Cholet         | Chemillé-en-Anjou                                              | CA Mauges Communauté         | 323,98           | 21 550 (2022)                     | 67                 | modifier les données · modifier les données |
| Chenillé-Champteussé          | 49067      | 49220                         | Segré          | Tiercé                                                         | CC des Vallées du Haut-Anjou | 16,78            | 341 (2022)                        | 20                 | modifier les données · modifier les données |
| Cholet                        | 49099      | 49300                         | Cholet         | Cholet-1 Cholet-2                                              | CA Cholet Agglomération      | 87,47            | 54 074 (2022)                     | 618                | modifier les données · modifier les données |
| Cizay-la-Madeleine            | 49100      | 49700                         | Saumur         | Doué-en-Anjou                                                  | CA Saumur Val de Loire       | 19,29            | 473 (2022)                        | 25                 | modifier les données · modifier les données |
| Cléré-sur-Layon               | 49102      | 49560                         | Cholet         | Cholet-2                                                       | CA Cholet Agglomération      | 21,74            | 345 (2022)                        | 16                 | modifier les données · modifier les données |
| Cornillé-les-Caves            | 49107      | 49140                         | Angers         | Angers-6                                                       | CC Anjou Loir et Sarthe      | 10,38            | 481 (2022)                        | 46                 | modifier les données · modifier les données |
| Coron                         | 49109      | 49690                         | Cholet         | Cholet-2                                                       | CA Cholet Agglomération      | 31,49            | 1 575 (2022)                      | 50                 | modifier les données · modifier les données |
| Corzé                         | 49110      | 49140                         | Angers         | Angers-6                                                       | CC Anjou Loir et Sarthe      | 31,49            | 1 982 (2022)                      | 63                 | modifier les données · modifier les données |
| Le Coudray-Macouard           | 49112      | 49260                         | Saumur         | Doué-en-Anjou                                                  | CA Saumur Val de Loire       | 13,40            | 935 (2022)                        | 70                 | modifier les données · modifier les données |
| Courchamps                    | 49113      | 49260                         | Saumur         | Doué-en-Anjou                                                  | CA Saumur Val de Loire       | 6,99             | 530 (2022)                        | 76                 | modifier les données · modifier les données |
| Courléon                      | 49114      | 49390                         | Saumur         | Longué-Jumelles                                                | CA Saumur Val de Loire       | 13,77            | 140 (2022)                        | 10                 | modifier les données · modifier les données |
| Denée                         | 49120      | 49190                         | Angers         | Chalonnes-sur-Loire                                            | CC Loire Layon Aubance       | 15,60            | 1 448 (2022)                      | 93                 | modifier les données · modifier les données |
| Dénezé-sous-Doué              | 49121      | 49700                         | Saumur         | Doué-en-Anjou                                                  | CA Saumur Val de Loire       | 23,77            | 442 (2022)                        | 19                 | modifier les données · modifier les données |
| Distré                        | 49123      | 49400                         | Saumur         | Saumur                                                         | CA Saumur Val de Loire       | 14,72            | 1 812 (2022)                      | 123                | modifier les données · modifier les données |
| Doué-en-Anjou                 | 49125      | 49700                         | Saumur         | Doué-en-Anjou                                                  | CA Saumur Val de Loire       | 148,55           | 11 227 (2022)                     | 76                 | modifier les données · modifier les données |
| Durtal                        | 49127      | 49430                         | Angers         | Tiercé                                                         | CC Anjou Loir et Sarthe      | 60,58            | 3 376 (2022)                      | 56                 | modifier les données · modifier les données |
| Écouflant                     | 49129      | 49000                         | Angers         | Angers-5                                                       | CU Angers Loire Métropole    | 17,02            | 4 614 (2022)                      | 271                | modifier les données · modifier les données |
| Écuillé                       | 49130      | 49460                         | Angers         | Angers-5                                                       | CU Angers Loire Métropole    | 12,55            | 661 (2022)                        | 53                 | modifier les données · modifier les données |
| Épieds                        | 49131      | 49260                         | Saumur         | Doué-en-Anjou                                                  | CA Saumur Val de Loire       | 26,99            | 719 (2022)                        | 27                 | modifier les données · modifier les données |
| Erdre-en-Anjou                | 49367      | 49220 49370                   | Segré          | Chalonnes-sur-Loire Tiercé                                     | CC des Vallées du Haut-Anjou | 89,94            | 5 784 (2022)                      | 64                 | modifier les données · modifier les données |
| Étriché                       | 49132      | 49330                         | Angers         | Tiercé                                                         | CC Anjou Loir et Sarthe      | 19,60            | 1 567 (2022)                      | 80                 | modifier les données · modifier les données |
| Feneu                         | 49135      | 49460                         | Angers         | Angers-5                                                       | CU Angers Loire Métropole    | 25,52            | 2 216 (2022)                      | 87                 | modifier les données · modifier les données |
| Fontevraud-l'Abbaye           | 49140      | 49590                         | Saumur         | Saumur                                                         | CA Saumur Val de Loire       | 14,82            | 1 477 (2022)                      | 100                | modifier les données · modifier les données |
| Les Garennes sur Loire        | 49167      | 49320 49610                   | Angers         | Les Ponts-de-Cé                                                | CC Loire Layon Aubance       | 25,25            | 4 670 (2022)                      | 185                | modifier les données · modifier les données |
| Gennes-Val-de-Loire           | 49261      | 49160 49320 49350             | Saumur         | Doué-en-Anjou Longué-Jumelles                                  | CA Saumur Val de Loire       | 144,94           | 8 452 (2022)                      | 58                 | modifier les données · modifier les données |
| Grez-Neuville                 | 49155      | 49220                         | Segré          | Tiercé                                                         | CC des Vallées du Haut-Anjou | 26,90            | 1 437 (2022)                      | 53                 | modifier les données · modifier les données |
| Les Hauts-d'Anjou             | 49080      | 49330                         | Segré          | Tiercé                                                         | CC des Vallées du Haut-Anjou | 143,36           | 8 712 (2022)                      | 61                 | modifier les données · modifier les données |
| Huillé-Lézigné                | 49174      | 49430                         | Angers         | Angers-6                                                       | CC Anjou Loir et Sarthe      | 21,83            | 1 304 (2022)                      | 60                 | modifier les données · modifier les données |
| Ingrandes-le-Fresne-sur-Loire | 49160      | 49123                         | Angers         | Chalonnes-sur-Loire                                            | CC du Pays d'Ancenis         | 25,66            | 3 069 (2022)                      | 120                | modifier les données · modifier les données |
| La Jaille-Yvon                | 49161      | 49220                         | Segré          | Tiercé                                                         | CC des Vallées du Haut-Anjou | 12,55            | 343 (2022)                        | 27                 | modifier les données · modifier les données |
| Jarzé Villages                | 49163      | 49140                         | Angers         | Angers-6                                                       | CC Anjou Loir et Sarthe      | 60,50            | 2 792 (2022)                      | 46                 | modifier les données · modifier les données |
| Juvardeil                     | 49170      | 49330                         | Segré          | Tiercé                                                         | CC des Vallées du Haut-Anjou | 18,95            | 828 (2022)                        | 44                 | modifier les données · modifier les données |
| La Lande-Chasles              | 49171      | 49150                         | Saumur         | Longué-Jumelles                                                | CA Saumur Val de Loire       | 5,17             | 119 (2022)                        | 23                 | modifier les données · modifier les données |
| Le Lion-d'Angers              | 49176      | 49220                         | Segré          | Tiercé                                                         | CC des Vallées du Haut-Anjou | 47,74            | 5 343 (2022)                      | 112                | modifier les données · modifier les données |
| Loiré                         | 49178      | 49440                         | Segré          | Segré-en-Anjou Bleu                                            | CC Anjou Bleu Communauté     | 33,73            | 884 (2022)                        | 26                 | modifier les données · modifier les données |
| Loire-Authion                 | 49307      | 49140 49250 49630 49800       | Angers         | Angers-7                                                       | CU Angers Loire Métropole    | 113,66           | 16 588 (2022)                     | 146                | modifier les données · modifier les données |
| Longué-Jumelles               | 49180      | 49160                         | Saumur         | Longué-Jumelles                                                | CA Saumur Val de Loire       | 96,20            | 6 583 (2022)                      | 68                 | modifier les données · modifier les données |
| Longuenée-en-Anjou            | 49200      | 49220 49770                   | Angers         | Angers-4 Tiercé                                                | CU Angers Loire Métropole    | 53,50            | 6 453 (2022)                      | 121                | modifier les données · modifier les données |
| Louresse-Rochemenier          | 49182      | 49700                         | Saumur         | Doué-en-Anjou                                                  | CA Saumur Val de Loire       | 25,82            | 895 (2022)                        | 35                 | modifier les données · modifier les données |
| Lys-Haut-Layon                | 49373      | 49310 49540 49560             | Cholet         | Cholet-2                                                       | CA Cholet Agglomération      | 178,86           | 7 722 (2022)                      | 43                 | modifier les données · modifier les données |
| Marcé                         | 49188      | 49140                         | Angers         | Angers-6                                                       | CC Anjou Loir et Sarthe      | 21,09            | 846 (2022)                        | 40                 | modifier les données · modifier les données |
| Mauges-sur-Loire              | 49244      | 49110 49290 49410 49570 49620 | Cholet         | Mauges-sur-Loire                                               | CA Mauges Communauté         | 191,87           | 18 514 (2022)                     | 96                 | modifier les données · modifier les données |
| Maulévrier                    | 49192      | 49360                         | Cholet         | Cholet-2                                                       | CA Cholet Agglomération      | 33,42            | 3 206 (2022)                      | 96                 | modifier les données · modifier les données |
| Le May-sur-Èvre               | 49193      | 49122                         | Cholet         | Sèvremoine                                                     | CA Cholet Agglomération      | 31,62            | 3 878 (2022)                      | 123                | modifier les données · modifier les données |
| Mazé-Milon                    | 49194      | 49140 49630                   | Saumur         | Beaufort-en-Anjou                                              | CC Baugeois Vallée           | 41,79            | 5 770 (2022)                      | 138                | modifier les données · modifier les données |
| Mazières-en-Mauges            | 49195      | 49280                         | Cholet         | Cholet-2                                                       | CA Cholet Agglomération      | 8,90             | 1 257 (2022)                      | 141                | modifier les données · modifier les données |
| La Ménitré                    | 49201      | 49250                         | Saumur         | Angers-7                                                       | CC Baugeois Vallée           | 17,37            | 2 057 (2022)                      | 118                | modifier les données · modifier les données |
| Miré                          | 49205      | 49330                         | Segré          | Tiercé                                                         | CC des Vallées du Haut-Anjou | 17,73            | 1 050 (2022)                      | 59                 | modifier les données · modifier les données |
| Montigné-lès-Rairies          | 49209      | 49430                         | Angers         | Tiercé                                                         | CC Anjou Loir et Sarthe      | 9,01             | 433 (2022)                        | 48                 | modifier les données · modifier les données |
| Montilliers                   | 49211      | 49310                         | Cholet         | Cholet-2                                                       | CA Cholet Agglomération      | 26,34            | 1 229 (2022)                      | 47                 | modifier les données · modifier les données |
| Montreuil-Bellay              | 49215      | 49260                         | Saumur         | Doué-en-Anjou                                                  | CA Saumur Val de Loire       | 48,96            | 3 716 (2022)                      | 76                 | modifier les données · modifier les données |
| Montreuil-Juigné              | 49214      | 49460                         | Angers         | Angers-4                                                       | CU Angers Loire Métropole    | 13,81            | 7 811 (2022)                      | 566                | modifier les données · modifier les données |
| Montreuil-sur-Loir            | 49216      | 49140                         | Angers         | Angers-6                                                       | CC Anjou Loir et Sarthe      | 11,99            | 565 (2022)                        | 47                 | modifier les données · modifier les données |
| Montreuil-sur-Maine           | 49217      | 49220                         | Segré          | Tiercé                                                         | CC des Vallées du Haut-Anjou | 11,13            | 792 (2022)                        | 71                 | modifier les données · modifier les données |
| Montrevault-sur-Èvre          | 49218      | 49110 49270 49600             | Cholet         | Beaupréau-en-Mauges                                            | CA Mauges Communauté         | 198,85           | 15 684 (2022)                     | 79                 | modifier les données · modifier les données |
| Montsoreau                    | 49219      | 49730                         | Saumur         | Saumur                                                         | CA Saumur Val de Loire       | 5,19             | 416 (2022)                        | 80                 | modifier les données · modifier les données |
| Morannes sur Sarthe-Daumeray  | 49220      | 49640                         | Angers         | Tiercé                                                         | CC Anjou Loir et Sarthe      | 87,88            | 3 694 (2022)                      | 42                 | modifier les données · modifier les données |
| Mouliherne                    | 49221      | 49390                         | Saumur         | Longué-Jumelles                                                | CA Saumur Val de Loire       | 40,79            | 800 (2022)                        | 20                 | modifier les données · modifier les données |
| Mozé-sur-Louet                | 49222      | 49610                         | Angers         | Chemillé-en-Anjou                                              | CC Loire Layon Aubance       | 25,53            | 2 033 (2022)                      | 80                 | modifier les données · modifier les données |
| Mûrs-Erigné                   | 49223      | 49610                         | Angers         | Les Ponts-de-Cé                                                | CU Angers Loire Métropole    | 17,29            | 6 172 (2022)                      | 357                | modifier les données · modifier les données |
| Neuillé                       | 49224      | 49680                         | Saumur         | Longué-Jumelles                                                | CA Saumur Val de Loire       | 13,56            | 1 011 (2022)                      | 75                 | modifier les données · modifier les données |
| Noyant-Villages               | 49228      | 49390 49490                   | Saumur         | Beaufort-en-Anjou                                              | CC Baugeois Vallée           | 299,45           | 5 473 (2022)                      | 18                 | modifier les données · modifier les données |
| Nuaillé                       | 49231      | 49340                         | Cholet         | Cholet-2                                                       | CA Cholet Agglomération      | 13,23            | 1 454 (2022)                      | 110                | modifier les données · modifier les données |
| Ombrée d'Anjou                | 49248      | 49420 49520                   | Segré          | Segré-en-Anjou Bleu                                            | CC Anjou Bleu Communauté     | 202,16           | 8 811 (2022)                      | 44                 | modifier les données · modifier les données |
| Orée d'Anjou                  | 49126      | 49270 49530                   | Cholet         | Mauges-sur-Loire                                               | CA Mauges Communauté         | 156,34           | 16 975 (2022)                     | 109                | modifier les données · modifier les données |
| Parnay                        | 49235      | 49730                         | Saumur         | Saumur                                                         | CA Saumur Val de Loire       | 6,54             | 377 (2022)                        | 58                 | modifier les données · modifier les données |
| Passavant-sur-Layon           | 49236      | 49560                         | Cholet         | Cholet-2                                                       | CA Cholet Agglomération      | 4,91             | 128 (2022)                        | 26                 | modifier les données · modifier les données |
| La Pellerine                  | 49237      | 49490                         | Saumur         | Beaufort-en-Anjou                                              | CC Baugeois Vallée           | 5,30             | 137 (2022)                        | 26                 | modifier les données · modifier les données |
| La Plaine                     | 49240      | 49360                         | Cholet         | Cholet-2                                                       | CA Cholet Agglomération      | 22,16            | 1 016 (2022)                      | 46                 | modifier les données · modifier les données |
| Le Plessis-Grammoire          | 49241      | 49124                         | Angers         | Angers-7                                                       | CU Angers Loire Métropole    | 9,14             | 2 649 (2022)                      | 290                | modifier les données · modifier les données |
| Les Ponts-de-Cé               | 49246      | 49130                         | Angers         | Les Ponts-de-Cé                                                | CU Angers Loire Métropole    | 19,55            | 12 863 (2022)                     | 658                | modifier les données · modifier les données |
| La Possonnière                | 49247      | 49170                         | Angers         | Chalonnes-sur-Loire                                            | CC Loire Layon Aubance       | 18,36            | 2 478 (2022)                      | 135                | modifier les données · modifier les données |
| Le Puy-Notre-Dame             | 49253      | 49260                         | Saumur         | Doué-en-Anjou                                                  | CA Saumur Val de Loire       | 16,04            | 1 089 (2022)                      | 68                 | modifier les données · modifier les données |
| Les Rairies                   | 49257      | 49430                         | Angers         | Tiercé                                                         | CC Anjou Loir et Sarthe      | 8,41             | 1 043 (2022)                      | 124                | modifier les données · modifier les données |
| Rives-du-Loir-en-Anjou        | 49377      | 49140                         | Angers         | Angers-6                                                       | CU Angers Loire Métropole    | 47,23            | 5 642 (2022)                      | 119                | modifier les données · modifier les données |
| Rochefort-sur-Loire           | 49259      | 49190                         | Angers         | Chalonnes-sur-Loire                                            | CC Loire Layon Aubance       | 28,01            | 2 332 (2022)                      | 83                 | modifier les données · modifier les données |
| La Romagne                    | 49260      | 49740                         | Cholet         | Sèvremoine                                                     | CA Cholet Agglomération      | 15,93            | 2 012 (2022)                      | 126                | modifier les données · modifier les données |
| Rou-Marson                    | 49262      | 49400                         | Saumur         | Saumur                                                         | CA Saumur Val de Loire       | 12,66            | 644 (2022)                        | 51                 | modifier les données · modifier les données |
| Saint-Augustin-des-Bois       | 49266      | 49170                         | Segré          | Chalonnes-sur-Loire                                            | CC des Vallées du Haut-Anjou | 27,28            | 1 283 (2022)                      | 47                 | modifier les données · modifier les données |
| Saint-Barthélemy-d'Anjou      | 49267      | 49124                         | Angers         | Angers-6                                                       | CU Angers Loire Métropole    | 14,58            | 9 496 (2022)                      | 651                | modifier les données · modifier les données |
| Saint-Christophe-du-Bois      | 49269      | 49280                         | Cholet         | Sèvremoine                                                     | CA Cholet Agglomération      | 21,75            | 2 843 (2022)                      | 131                | modifier les données · modifier les données |
| Saint-Clément-de-la-Place     | 49271      | 49370                         | Angers         | Angers-3                                                       | CU Angers Loire Métropole    | 33,23            | 2 139 (2022)                      | 64                 | modifier les données · modifier les données |
| Saint-Clément-des-Levées      | 49272      | 49350                         | Saumur         | Longué-Jumelles                                                | CA Saumur Val de Loire       | 10,22            | 1 127 (2022)                      | 110                | modifier les données · modifier les données |
| Saint-Georges-sur-Loire       | 49283      | 49170                         | Angers         | Chalonnes-sur-Loire                                            | CC Loire Layon Aubance       | 33,36            | 3 787 (2022)                      | 114                | modifier les données · modifier les données |
| Saint-Germain-des-Prés        | 49284      | 49170                         | Angers         | Chalonnes-sur-Loire                                            | CC Loire Layon Aubance       | 19,76            | 1 396 (2022)                      | 71                 | modifier les données · modifier les données |
| Saint-Jean-de-la-Croix        | 49288      | 49130                         | Angers         | Les Ponts-de-Cé                                                | CC Loire Layon Aubance       | 1,83             | 225 (2022)                        | 123                | modifier les données · modifier les données |
| Saint-Just-sur-Dive           | 49291      | 49260                         | Saumur         | Doué-en-Anjou                                                  | CA Saumur Val de Loire       | 7,24             | 386 (2022)                        | 53                 | modifier les données · modifier les données |
| Saint-Lambert-la-Potherie     | 49294      | 49070                         | Angers         | Angers-3                                                       | CU Angers Loire Métropole    | 13,81            | 2 961 (2022)                      | 214                | modifier les données · modifier les données |
| Saint-Léger-de-Linières       | 49298      | 49070 49170                   | Angers         | Angers-3                                                       | CU Angers Loire Métropole    | 24,08            | 3 860 (2022)                      | 160                | modifier les données · modifier les données |
| Saint-Léger-sous-Cholet       | 49299      | 49280                         | Cholet         | Sèvremoine                                                     | CA Cholet Agglomération      | 9,60             | 3 099 (2022)                      | 323                | modifier les données · modifier les données |
| Saint-Macaire-du-Bois         | 49302      | 49260                         | Saumur         | Doué-en-Anjou                                                  | CA Saumur Val de Loire       | 13,06            | 442 (2022)                        | 34                 | modifier les données · modifier les données |
| Saint-Martin-du-Fouilloux     | 49306      | 49170                         | Angers         | Angers-3                                                       | CU Angers Loire Métropole    | 14,82            | 1 693 (2022)                      | 114                | modifier les données · modifier les données |
| Saint-Melaine-sur-Aubance     | 49308      | 49610                         | Angers         | Les Ponts-de-Cé                                                | CC Loire Layon Aubance       | 5,11             | 2 209 (2022)                      | 432                | modifier les données · modifier les données |
| Saint-Paul-du-Bois            | 49310      | 49310                         | Cholet         | Cholet-2                                                       | CA Cholet Agglomération      | 26,58            | 600 (2022)                        | 23                 | modifier les données · modifier les données |
| Saint-Philbert-du-Peuple      | 49311      | 49160                         | Saumur         | Longué-Jumelles                                                | CA Saumur Val de Loire       | 16,38            | 1 319 (2022)                      | 81                 | modifier les données · modifier les données |
| Sainte-Gemmes-sur-Loire       | 49278      | 49130                         | Angers         | Angers-2                                                       | CU Angers Loire Métropole    | 14,83            | 3 617 (2022)                      | 244                | modifier les données · modifier les données |
| Sarrigné                      | 49326      | 49800                         | Angers         | Angers-7                                                       | CU Angers Loire Métropole    | 2,97             | 891 (2022)                        | 300                | modifier les données · modifier les données |
| Saumur                        | 49328      | 49400                         | Saumur         | Saumur                                                         | CA Saumur Val de Loire       | 66,25            | 26 074 (2022)                     | 394                | modifier les données · modifier les données |
| Savennières                   | 49329      | 49170                         | Angers         | Angers-3                                                       | CU Angers Loire Métropole    | 21,01            | 1 351 (2022)                      | 64                 | modifier les données · modifier les données |
| Sceaux-d'Anjou                | 49330      | 49330                         | Segré          | Tiercé                                                         | CC des Vallées du Haut-Anjou | 17,18            | 1 161 (2022)                      | 68                 | modifier les données · modifier les données |
| Segré-en-Anjou Bleu           | 49331      | 49500 49520                   | Segré          | Segré-en-Anjou Bleu                                            | CC Anjou Bleu Communauté     | 241,54           | 17 617 (2022)                     | 73                 | modifier les données · modifier les données |
| La Séguinière                 | 49332      | 49280                         | Cholet         | Sèvremoine                                                     | CA Cholet Agglomération      | 31,15            | 4 199 (2022)                      | 135                | modifier les données · modifier les données |
| Seiches-sur-le-Loir           | 49333      | 49140                         | Angers         | Angers-6                                                       | CC Anjou Loir et Sarthe      | 28,83            | 2 853 (2022)                      | 99                 | modifier les données · modifier les données |
| Sermaise                      | 49334      | 49140                         | Angers         | Angers-6                                                       | CC Anjou Loir et Sarthe      | 7,19             | 341 (2022)                        | 47                 | modifier les données · modifier les données |
| Sèvremoine                    | 49301      | 49230 49450 49660 49710       | Cholet         | Sèvremoine                                                     | CA Mauges Communauté         | 213,07           | 25 764 (2022)                     | 121                | modifier les données · modifier les données |
| Somloire                      | 49336      | 49360                         | Cholet         | Cholet-2                                                       | CA Cholet Agglomération      | 31,83            | 875 (2022)                        | 27                 | modifier les données · modifier les données |
| Soulaines-sur-Aubance         | 49338      | 49610                         | Angers         | Les Ponts-de-Cé                                                | CU Angers Loire Métropole    | 12,72            | 1 344 (2022)                      | 106                | modifier les données · modifier les données |
| Soulaire-et-Bourg             | 49339      | 49460                         | Angers         | Angers-5                                                       | CU Angers Loire Métropole    | 18,08            | 1 477 (2022)                      | 82                 | modifier les données · modifier les données |
| Souzay-Champigny              | 49341      | 49400                         | Saumur         | Saumur                                                         | CA Saumur Val de Loire       | 8,92             | 691 (2022)                        | 77                 | modifier les données · modifier les données |
| Terranjou                     | 49086      | 49380 49540                   | Angers         | Chemillé-en-Anjou                                              | CC Loire Layon Aubance       | 57,05            | 3 885 (2022)                      | 68                 | modifier les données · modifier les données |
| La Tessoualle                 | 49343      | 49280                         | Cholet         | Cholet-2                                                       | CA Cholet Agglomération      | 21,21            | 3 178 (2022)                      | 150                | modifier les données · modifier les données |
| Thorigné-d'Anjou              | 49344      | 49220                         | Segré          | Tiercé                                                         | CC des Vallées du Haut-Anjou | 16,45            | 1 238 (2022)                      | 75                 | modifier les données · modifier les données |
| Tiercé                        | 49347      | 49125                         | Angers         | Tiercé                                                         | CC Anjou Loir et Sarthe      | 33,70            | 4 498 (2022)                      | 133                | modifier les données · modifier les données |
| Toutlemonde                   | 49352      | 49360                         | Cholet         | Cholet-2                                                       | CA Cholet Agglomération      | 12,63            | 1 316 (2022)                      | 104                | modifier les données · modifier les données |
| Trélazé                       | 49353      | 49800                         | Angers         | Angers-7                                                       | CU Angers Loire Métropole    | 12,20            | 15 620 (2022)                     | 1 280              | modifier les données · modifier les données |
| Trémentines                   | 49355      | 49340                         | Cholet         | Cholet-2                                                       | CA Cholet Agglomération      | 34,06            | 3 078 (2022)                      | 90                 | modifier les données · modifier les données |
| Tuffalun                      | 49003      | 49700                         | Saumur         | Doué-en-Anjou                                                  | CA Saumur Val de Loire       | 39,42            | 1 734 (2022)                      | 44                 | modifier les données · modifier les données |
| Turquant                      | 49358      | 49730                         | Saumur         | Saumur                                                         | CA Saumur Val de Loire       | 7,86             | 569 (2022)                        | 72                 | modifier les données · modifier les données |
| Les Ulmes                     | 49359      | 49700                         | Saumur         | Doué-en-Anjou                                                  | CA Saumur Val de Loire       | 8,10             | 553 (2022)                        | 68                 | modifier les données · modifier les données |
| Val d'Erdre-Auxence           | 49183      | 49370 49440                   | Segré          | Chalonnes-sur-Loire                                            | CC des Vallées du Haut-Anjou | 130,24           | 4 967 (2022)                      | 38                 | modifier les données · modifier les données |
| Val-du-Layon                  | 49292      | 49190 49750                   | Angers         | Chemillé-en-Anjou                                              | CC Loire Layon Aubance       | 29,63            | 3 508 (2022)                      | 118                | modifier les données · modifier les données |
| Varennes-sur-Loire            | 49361      | 49730                         | Saumur         | Longué-Jumelles                                                | CA Saumur Val de Loire       | 22,66            | 1 924 (2022)                      | 85                 | modifier les données · modifier les données |
| Varrains                      | 49362      | 49400                         | Saumur         | Saumur                                                         | CA Saumur Val de Loire       | 3,40             | 1 282 (2022)                      | 377                | modifier les données · modifier les données |
| Vaudelnay                     | 49364      | 49260                         | Saumur         | Doué-en-Anjou                                                  | CA Saumur Val de Loire       | 25,48            | 1 122 (2022)                      | 44                 | modifier les données · modifier les données |
| Vernantes                     | 49368      | 49390                         | Saumur         | Longué-Jumelles                                                | CA Saumur Val de Loire       | 40,77            | 2 006 (2022)                      | 49                 | modifier les données · modifier les données |
| Vernoil-le-Fourrier           | 49369      | 49390                         | Saumur         | Longué-Jumelles                                                | CA Saumur Val de Loire       | 33,10            | 1 330 (2022)                      | 40                 | modifier les données · modifier les données |
| Verrie                        | 49370      | 49400                         | Saumur         | Saumur                                                         | CA Saumur Val de Loire       | 16,49            | 459 (2022)                        | 28                 | modifier les données · modifier les données |
| Verrières-en-Anjou            | 49323      | 49112 49480                   | Angers         | Angers-6                                                       | CU Angers Loire Métropole    | 24,83            | 7 946 (2022)                      | 320                | modifier les données · modifier les données |
| Vezins                        | 49371      | 49340                         | Cholet         | Cholet-2                                                       | CA Cholet Agglomération      | 18,02            | 1 750 (2022)                      | 97                 | modifier les données · modifier les données |
| Villebernier                  | 49374      | 49400                         | Saumur         | Longué-Jumelles                                                | CA Saumur Val de Loire       | 9,91             | 1 462 (2022)                      | 148                | modifier les données · modifier les données |
| Vivy                          | 49378      | 49680                         | Saumur         | Longué-Jumelles                                                | CA Saumur Val de Loire       | 23,17            | 2 599 (2022)                      | 112                | modifier les données · modifier les données |
| Yzernay                       | 49381      | 49360                         | Cholet         | Cholet-2                                                       | CA Cholet Agglomération      | 40,66            | 1 829 (2022)                      | 45                 | modifier les données · modifier les données |
| Maine-et-Loire                | 49         |                               |                |                                                                |                              | 7 166,00         | 828 151 (2022)                    | 116                | modifier les données                        |